# Symeon styliten

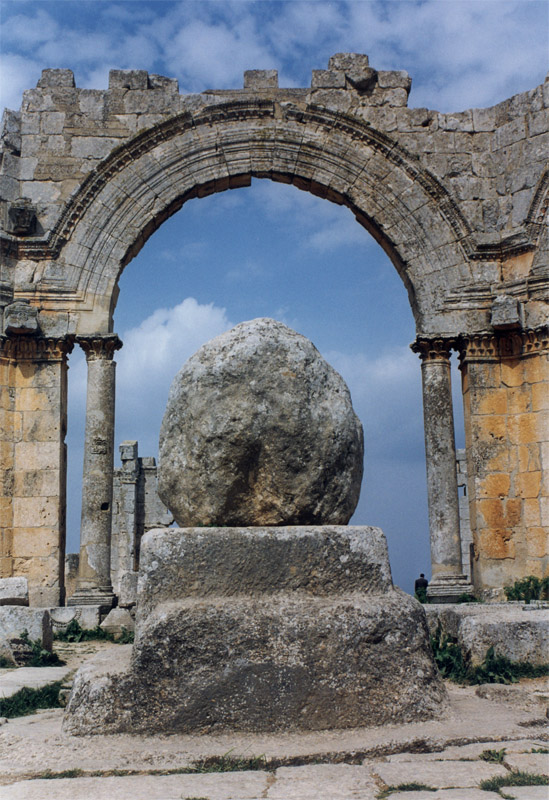
Ruinerna efter Symeon stylitens pelare i Syrien.

Symeon styliten (pelarhelgon), född cirka 388, död 459, var en kristen eremit och ett helgon som i cirka 30 år levde på en pelare i Qalat as-Siman nära Aleppo i Syrien för att komma närmare Gud genom böner och askes. Resterna av pelaren och byggnaden som restes runt den omkring år 470 finns fortfarande kvar.
I västkyrkan firas hans helgondag den 5 januari, i ortodoxa kyrkan den 1 september.